# Hugo d'Alesi
Pour les articles homonymes, voir Alesi.
Frédéric Alexianu, dit F. Hugo d'Alesi, est un peintre, affichiste et illustrateur français d'origine autrichienne, né à Hermannstadt (grande-principauté de Transylvanie dans l'empire d'Autriche) le 10 février 1849 et mort à Paris le 11 novembre 1906. 
Il a notamment réalisé un grand nombre d'affiches touristiques pour les compagnies de chemin de fer à la fin du XIXe siècle.

## Œuvres
En plus des très nombreuses affiches pour les compagnie du chemin de fer de Paris à Orléans, PLM ou de l'Ouest, Hugo d'Alesi dessine des affiches pour des compagnies de navigation et des constructeurs d'automobiles.
Il réalise également des gravures de villes de France, comme par exemple une vue panoramique de la ville et du port de Bordeaux en 1889.
Ses affiches Centenaire de la lithographie. Galerie Rapp (1895) et Chemin de fer de l'Est : Venise sont reproduites dans Les Maîtres de l'affiche, la revue fondée par Jules Chéret.
Il peint aussi des compositions militaires à l'huile.
À la suite de la Commission de décoration scolaire instituée par Jules Ferry, il est pressenti pour faire des travaux d'imagerie scolaire, en particulier des « tableaux scolaires » (des cartes thématiques) qui ont été présentés à l'Exposition universelle de 1900.

## Le Maréorama
Hugo d'Alesi a réalisé les peintures panoramiques pour le Maréorama, une attraction combinant une grande plateforme mobile et deux peintures panoramiques déroulantes. Le Maréorama fut présenté à l'Exposition universelle de 1900 à Paris. 

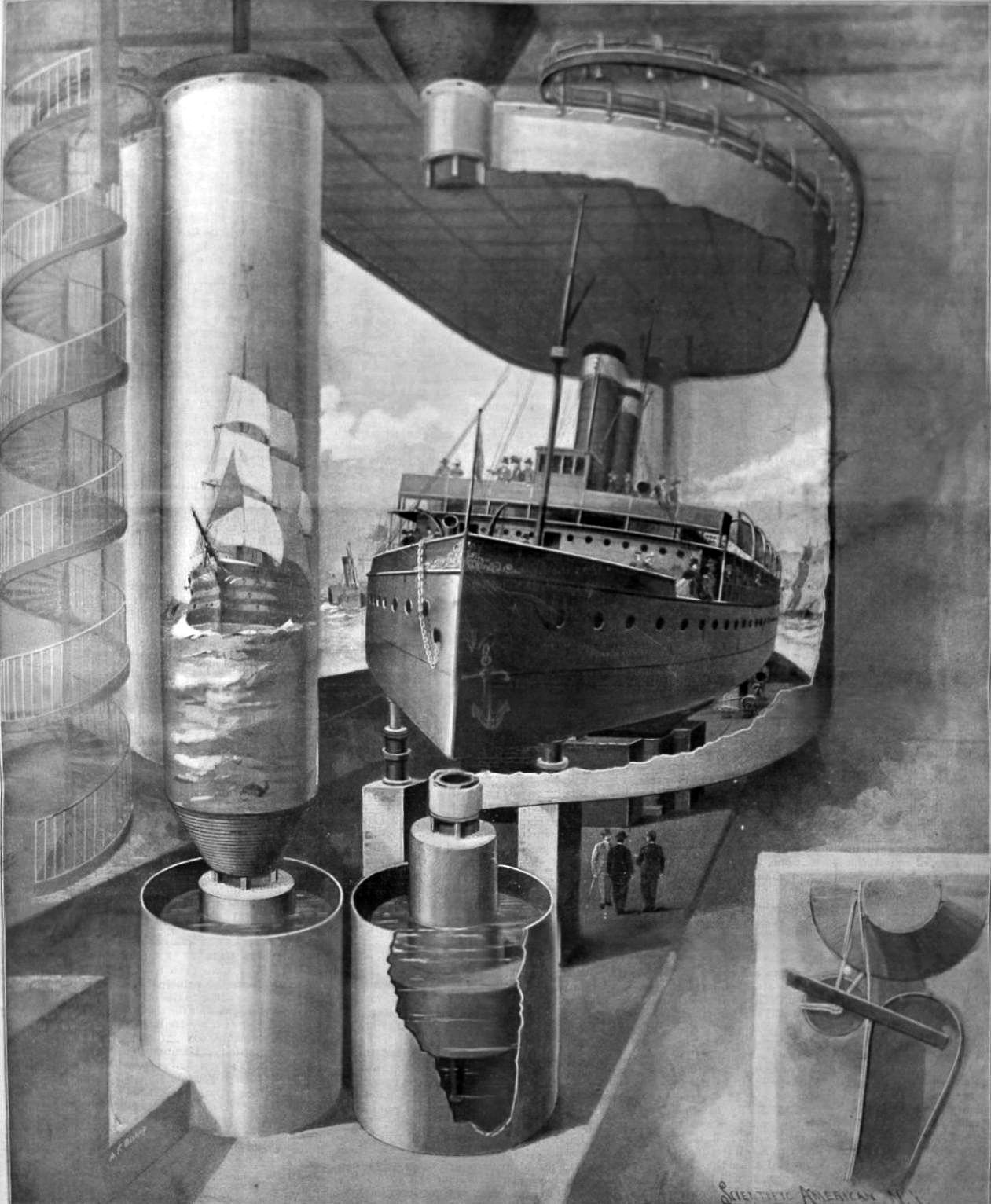
Le Maréorama à l'Exposition universelle de 1900 à Paris.
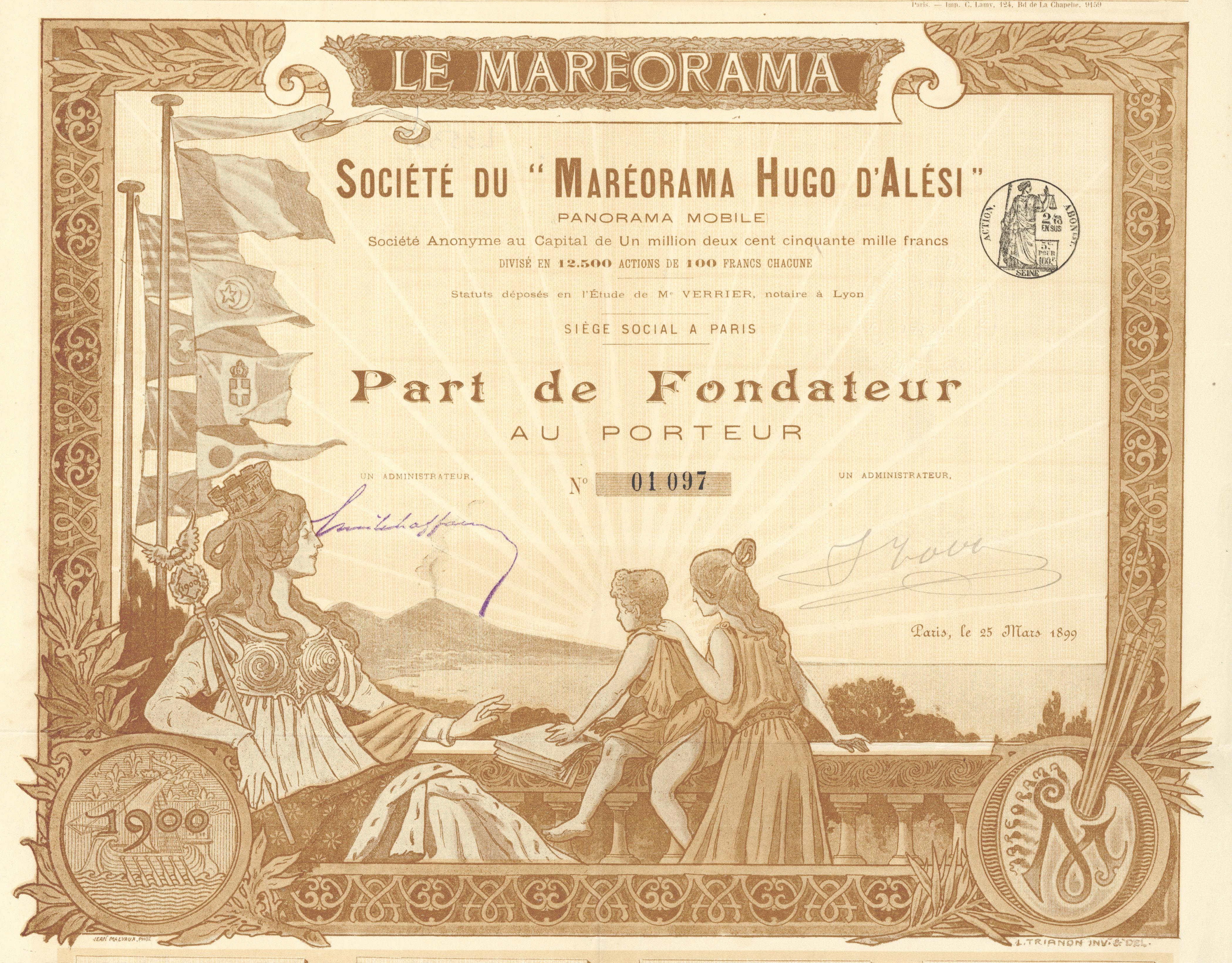
Part de fondateur de la Société du Maréorama Hugo d'Alési.

Affiches publicitaires d'Hugo d'Alesi
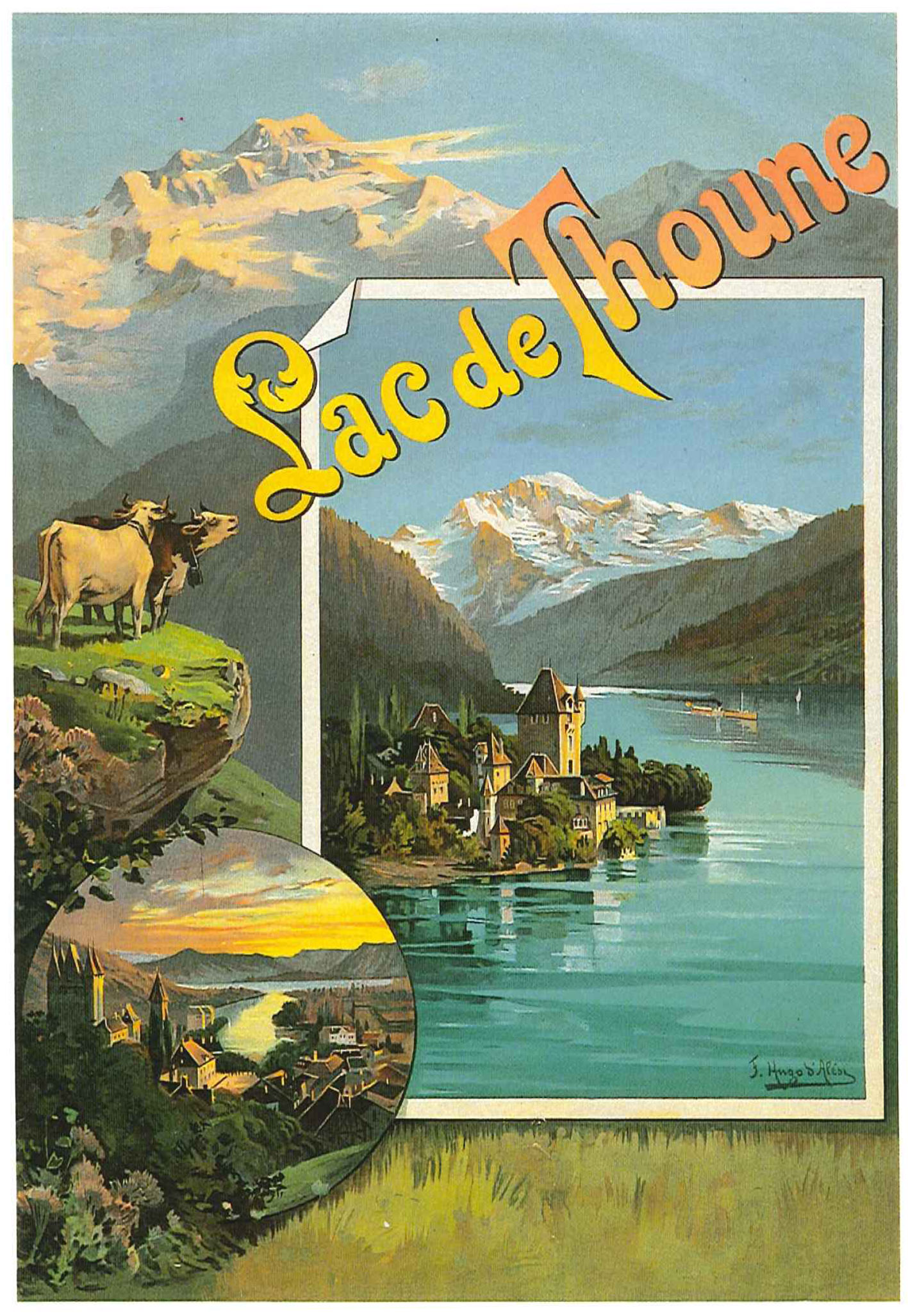
Lac de Thoune, vers 1890.
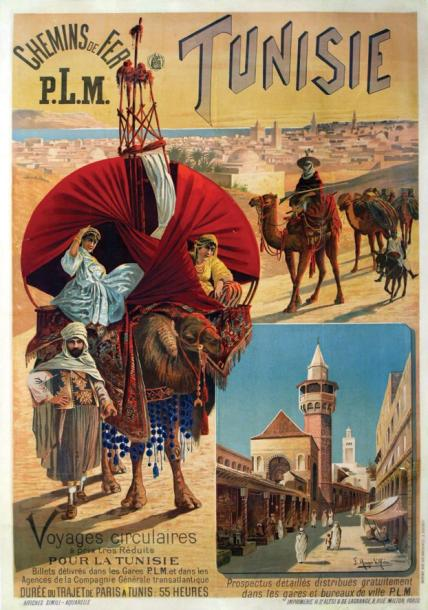
Chemins de fer PLM, voyages circulaires pour la Tunisie, 1891.
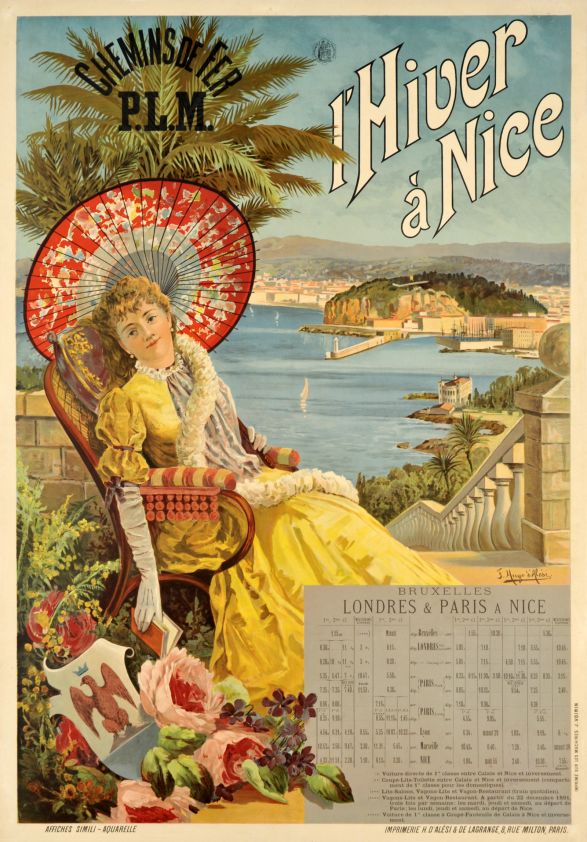
Chemins de fer PLM, l'hiver à Nice, 1892.
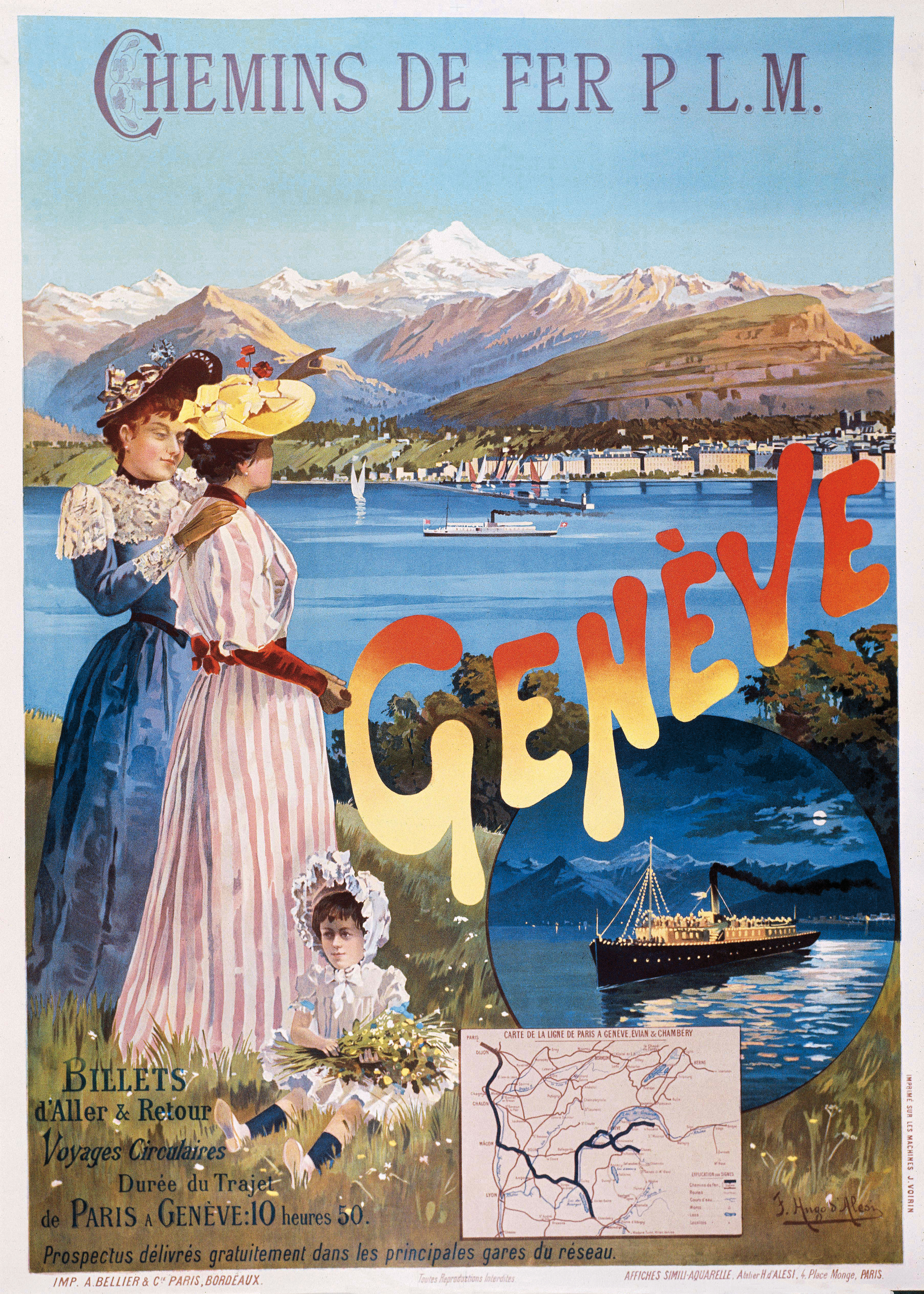
Chemins de fer PLM, Genève, 1895.
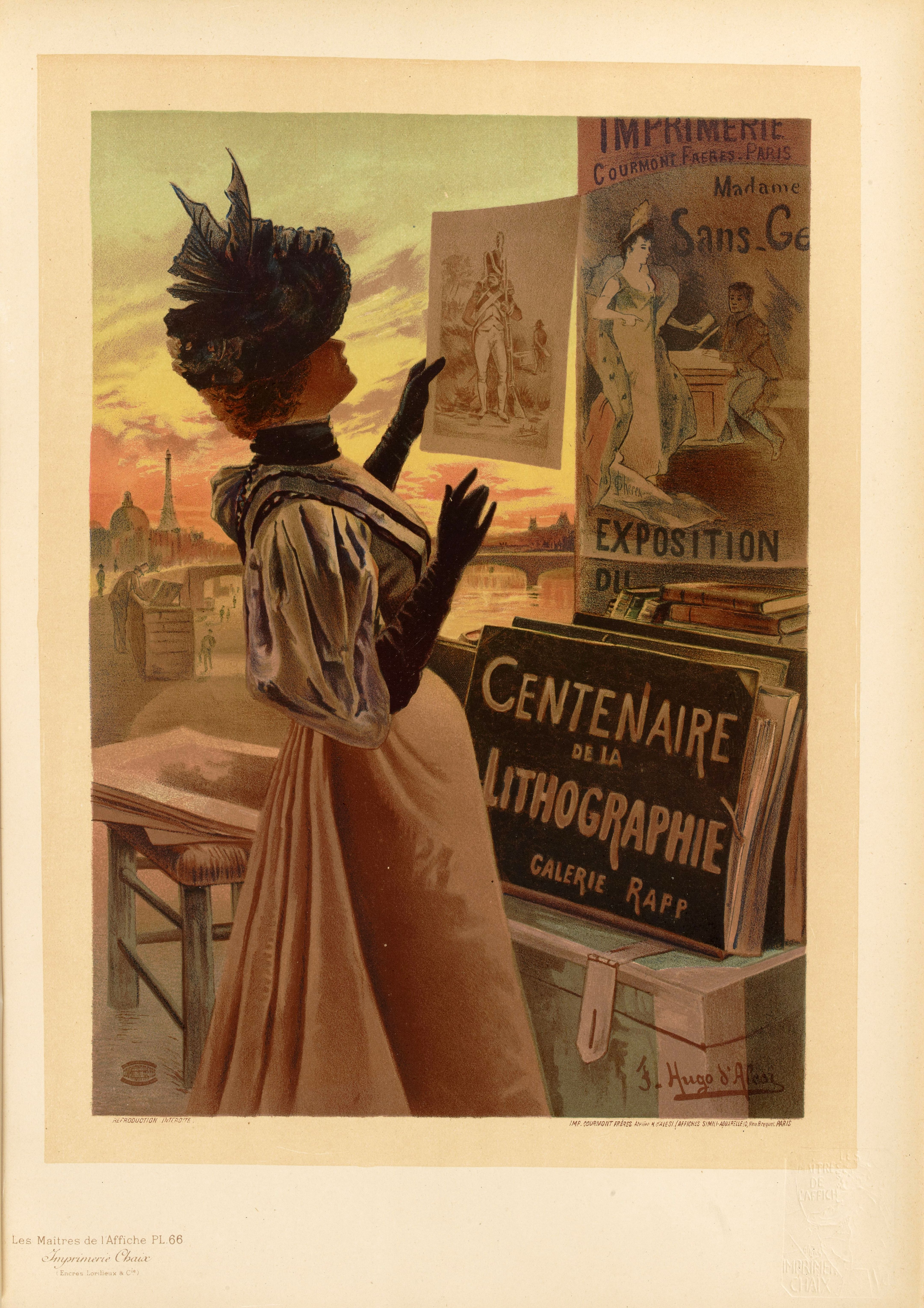
Centenaire de la lithographie, 1895.
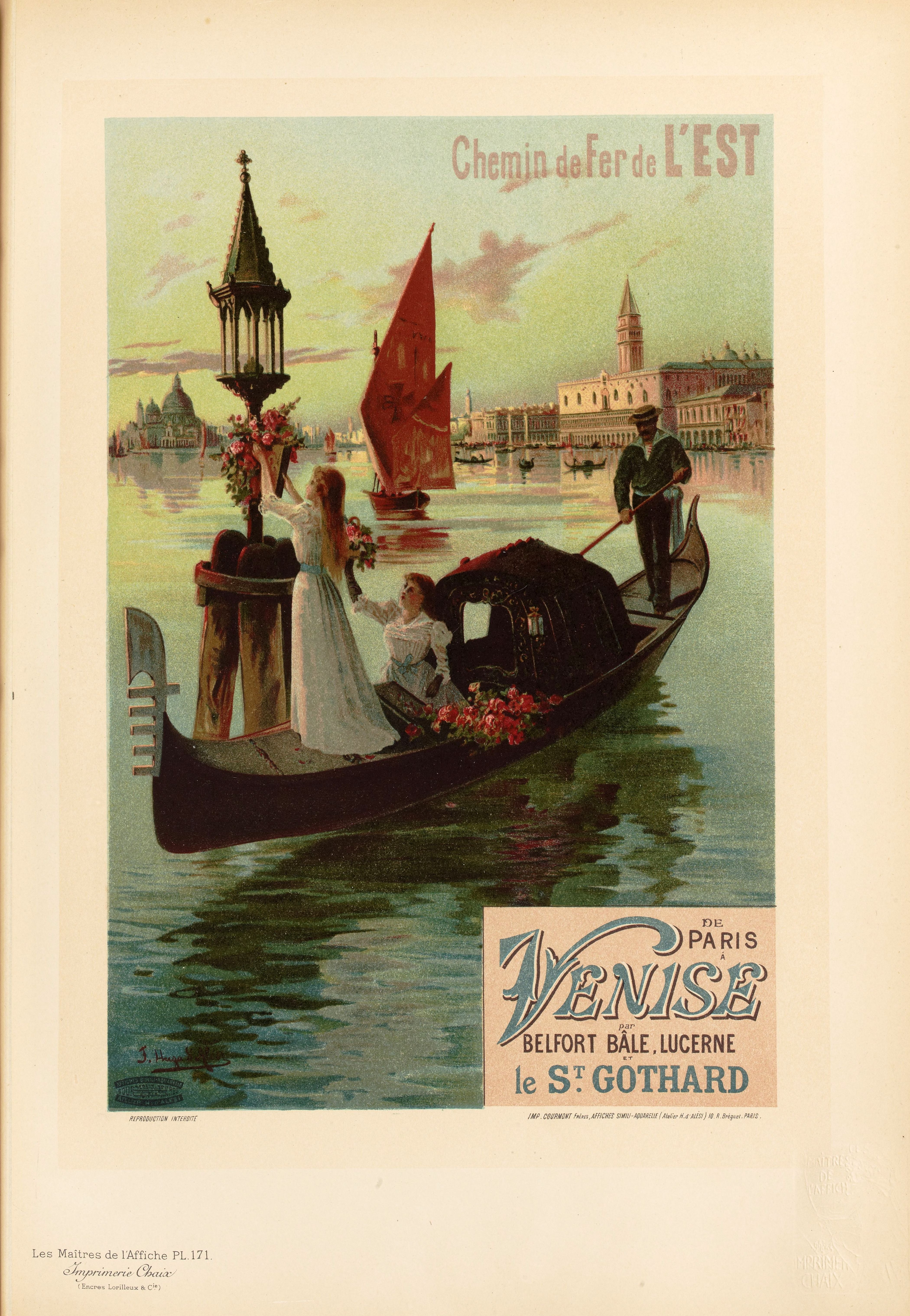
Chemins de fer de l'Est, Venise, 1895.
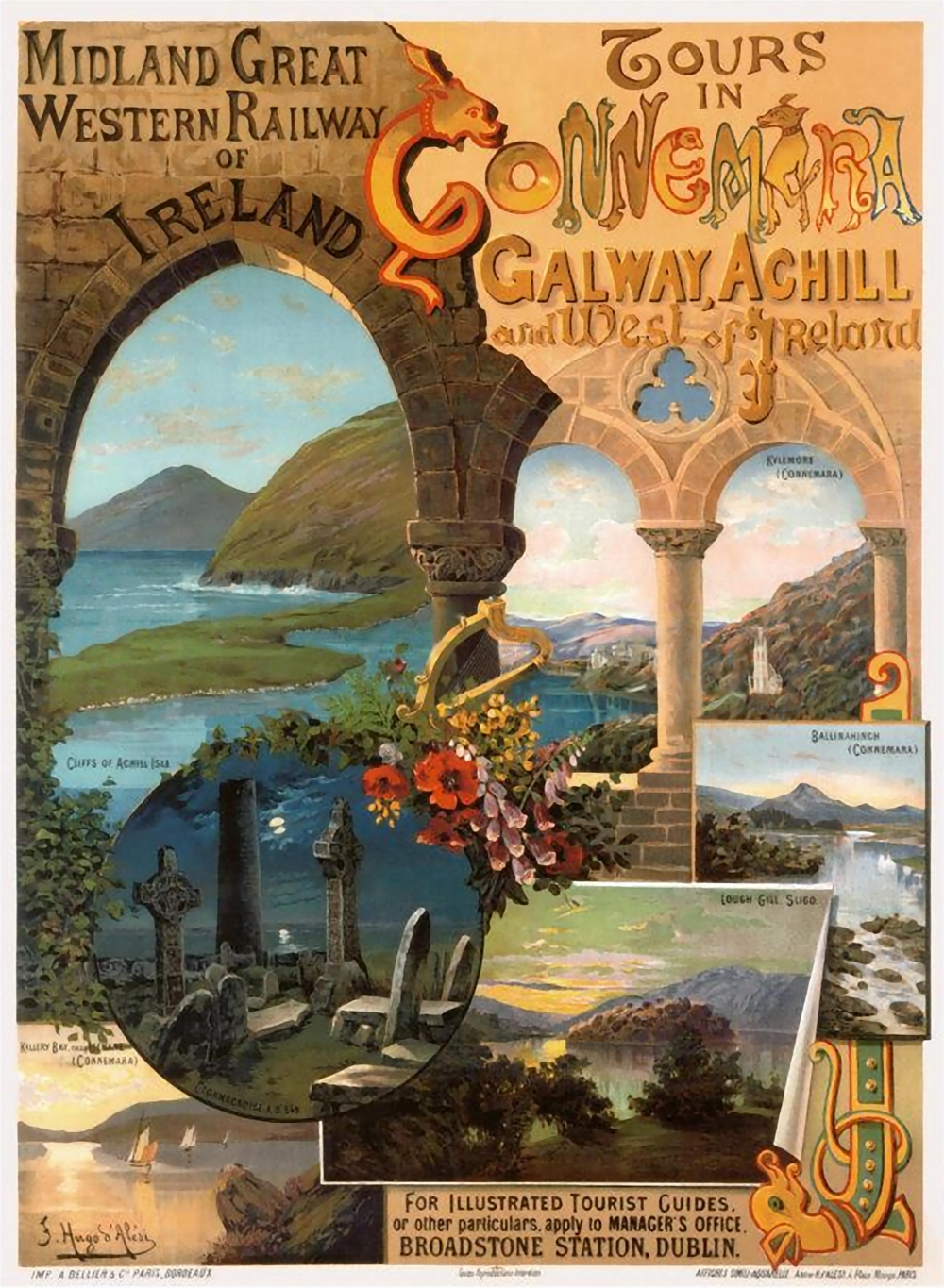
Midland Great Western Railway, Tours in Connemara, vers 1900.
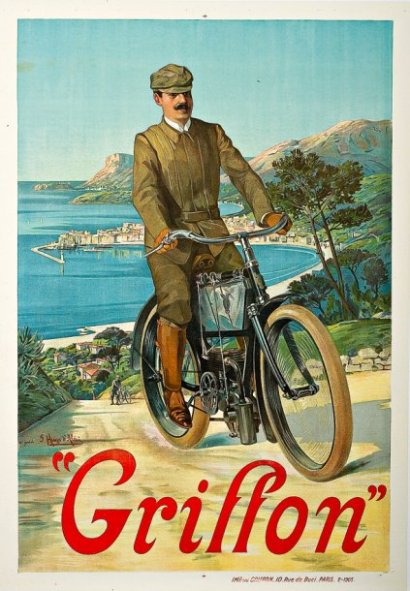
Cycles Griffon, 1905.
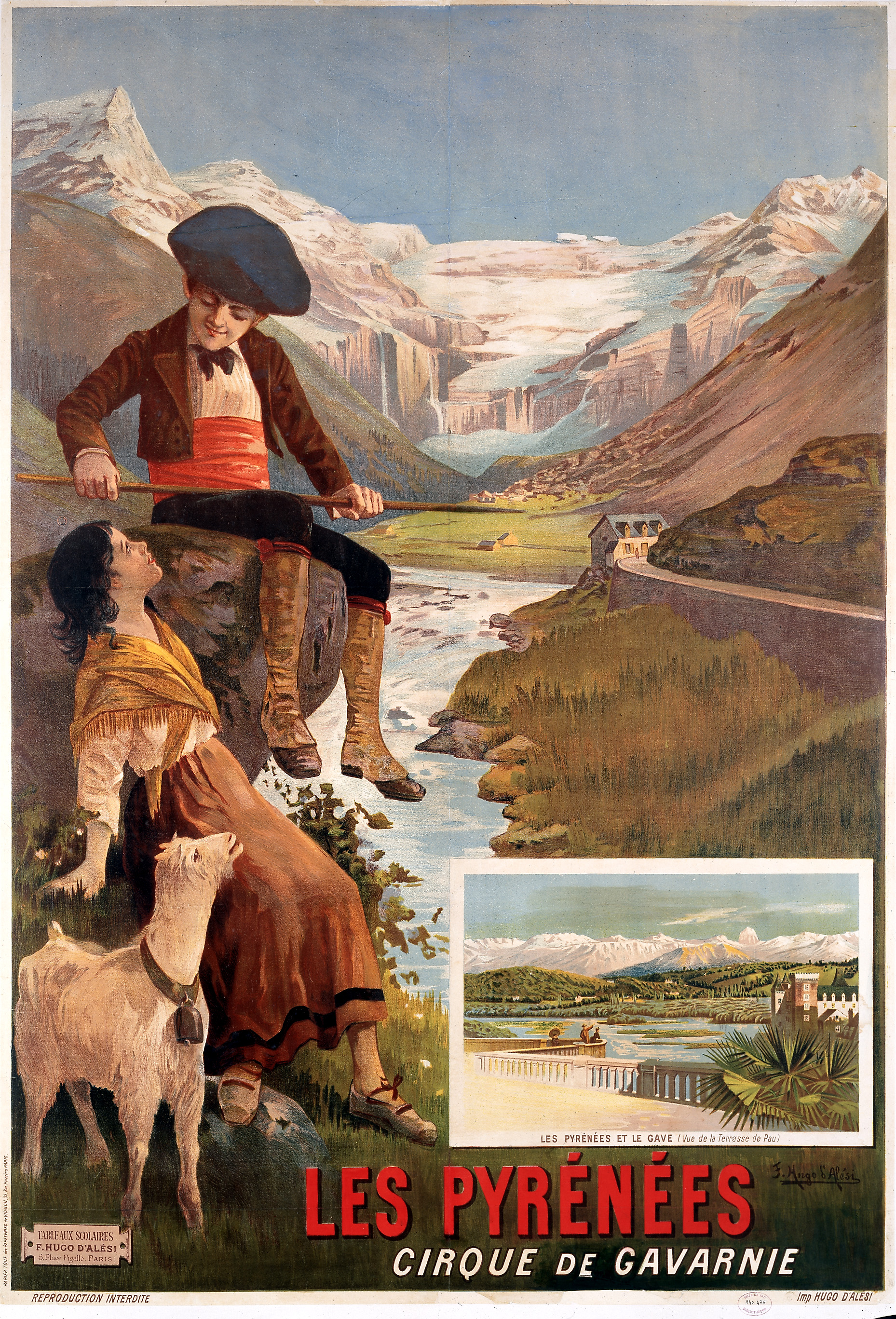
Les Pyrénées, cirque de Gavarnie.
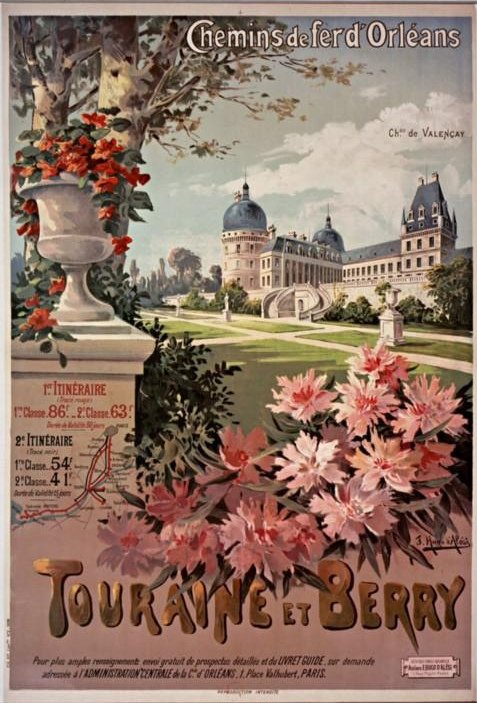
Chemin de fer d'Orléans, Touraine et Berry.

Autres œuvres d'Hugo d'Alesi
Illustration de la couverture de La Survie de Rufina Noeggerath, 1897.
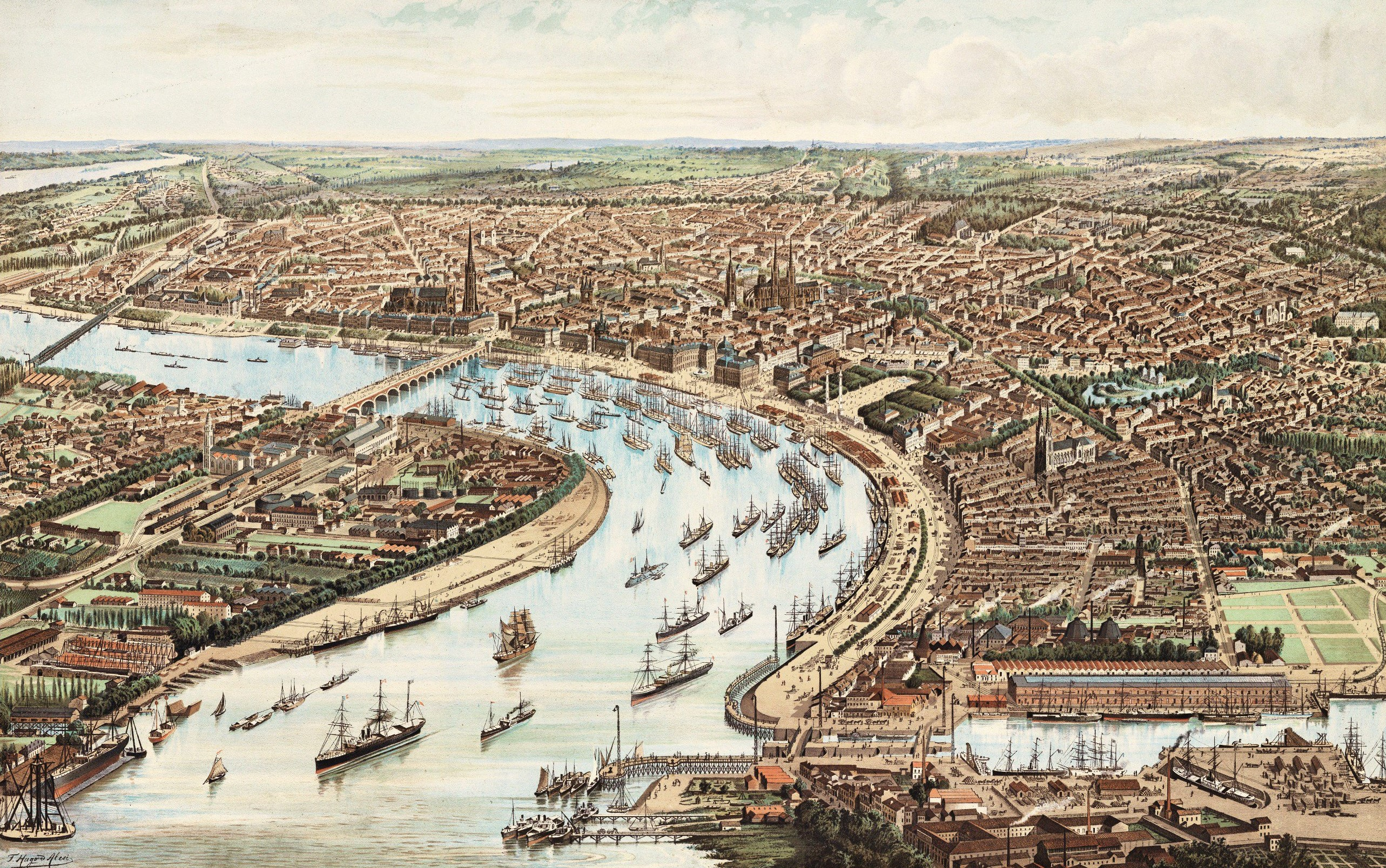
Vue cavalière de Bordeaux, 1899, lithographie.